# Satyrus heydenreichi
Satyrus heydenreichi är en fjärilsart som beskrevs av Lederer 1853. Satyrus heydenreichi ingår i släktet Satyrus och familjen praktfjärilar. Inga underarter finns listade.